# Музей підводної археології (Феодосія)
Музей підводної археології — музей колекцій підводних археологічних знахідок у Чорноморській акваторії Кримського півострова. Музей є філією державної бюджетної установи (ДБУ) Республіки Крим — «Чорноморського центру підводних досліджень» у сфері вивчення, збереження та популяризації підводної культурної спадщини.

## Опис
Музей підводної археології був відкритий 2013 року в будівлі пам'ятки архітектури національного значення «Дача Стамболі». У цокольному поверсі розташовується реставраційна лабораторія з дослідження морських знахідок, де відновлюються і готуються до загального огляду артефакти. Експозиція музею представлена предметами, піднятими з дна Чорного моря з затонулих кораблів різних часів — від античності до Другої світової війни. Музейні фонди налічують понад тисячу одиниць зберігання. У колекції музею представлена велика кількість античної кераміки — амфор та іншого посуду; античних перснів (із району затонулого античного міста Акра в Керченській протоці); елементи древніх якорів, виявлені в місцях загибелі кораблів; два скарби: перший складається з мідних монет, виявлених на території затопленої частини античного міста Акра, другий — зі срібних середньовічних монет епохи Кримського ханства, який був піднятий із дна моря в районі фортеці Єнікале; предмети, що мають пряме відношення до Запорозького козацтва — фрагменти козацьких люльок, виявлені в місці загибелі однієї з легендарних козацьких «чайок»-човнів; в експозиції представлені також матеріали, що належать до часів російсько-турецьких, Першої і Другої світових воєн. У залах музею представлено також обладнання, яке використовувалося для підводних пошукових робіт — це костюми нирців, батискафи та інші предмети, завдяки яким стала можлива підводна археологія.
Наразі експозиція музею недоступна для огляду через роботи з реставрації дачі Страмболі в рамках федеральної цільової програми розвитку Криму і Севастополя. Підрядником виступає московська компанія «Баварський Дім», яка раніше займалася реставрацією Мітридатських сходів у Керчі. Передбачуваний термін закінчення реставрації дачі Стамболі — 2022 рік. Розглядається питання про розгортання експонатів Музею підводної археології на базі музею-заповідника «Судацька фортеця».

## Додаткова література
- Зеленко С. М. Подводная археология Крыма. — Киев : Издательский дом «Стилос», 2008. — 272 с. — ISBN 978-966-8518-74-4.
- Лебединский В. В., Пронина Ю. А. и др. Подводно-археологические исследования в Юго-Восточном Крыму в 2014 году. Судакские археологические экспедиции. — Феодосия : Арт Лайф, 2016. — 172 с. — ISBN 978-5-9907434-4-1.
- Лебединский В. В., Пронина Ю. А. и др. Подводно-археологические исследования в Юго-Восточном Крыму в 2014 году. Судакские археологические экспедиции. — Феодосия : Арт Лайф, 2016. — 248 с. — ISBN 978-5-9907434-7-2.